# Каменка-Бугский район
Ка́менка-Бу́гский райо́н (укр. Кам'янка-Бузький район), до 15 декабря 1992 г. Каменско-Бугский — упразднённая административная единица Львовской области Украины.
Административный центр — город Каменка-Бугская.
В 1 км северо-западнее села Неслухов находится раннеславянское поселение (VI−VII века) черняховской культуры Лесковица.

## История
Образован 17 января 1940 года как Каменко-Струмиловский район. Переименован в Каменско-Бугский район 15 августа 1944 года. 23 сентября 1959 года к Каменско-Бугскому району была присоединена часть территории упразднённого Великомостовского района.

## Население
По результатам всеукраинской переписи населения 2001 года в районе проживало 61,8 тысяч человек (101,8 % по отношению к переписи 1989 года). Из них украинцев — 60 887 человек (98,47 %), русских — 645 человек (1,04 %), поляков — 91 человек (0,15 % по отношению ко всему населению). Украинский язык родным указали 61 101 человек (98,82 %), русский — 607 человек (0,98 %).